# Roberto Segre
Roberto Segre (Torino, 6 aprile 1872 – Milano, 22 settembre 1936) è stato un generale e storico italiano.

## Biografia
Di famiglia ebraica e figlio dell'artigliere Giacomo Segre, ne seguì le orme e fu allievo del Collegio militare di Milano. Divenuto ufficiale di artiglieria, passò allo stato maggiore. Partecipò alla guerra di Libia.
Allo scoppio della prima guerra mondiale fu capo di Stato maggiore divisionale sul Carso, poi membro dello Stato maggiore della 3ª armata del duca d'Aosta. Passò poi al fronte del Pasubio-Asiago  come capo di Stato maggiore della 1ª armata. Tra i primi ad intuire le evoluzioni dei compiti della sua Arma e considerato uno dei più grandi esperti a disposizione, fu al comando dell'artiglieria della 6ª Armata durante la battaglia del Solstizio. Quivi contribuì grandemente al successo italiano, grazie alla tattica della "contropreparazione anticipata", con cui l'artiglieria della parte in difesa non si limitava ad attendere il tiro di preparazione avversario, ma lo eguagliava o anticipava, non limitandosi al fuoco di controbatteria ma prendendo di mira anche i luoghi di adunata delle truppe avversarie, fiaccandone così la spinta offensiva. Questa tattica permise di bloccare sul nascere l'offensiva austro-ungarica sugli Altipiani, tanto che le artiglierie di Segre poterono essere distolte dal proprio fronte per intervenire in difesa del settore occidentale del Grappa. Negli anni 30, l'intervento finì al centro di un'aspra polemica con il generale Giardino, comandante della Quarta armata.
Viene promosso brigadiere generale "per meriti di guerra" alla fine del conflitto.
A seguito dell'armistizio di Villa Giusti, il Comando Supremo italiano lo invia a Vienna come capo della missione militare italiana per l'armistizio. Questa missione, che arriverà a contare centinaia di membri tra soldati e ufficiali, aveva il compito di esigere da parte austriaca e degli altri stati successori dell'Austria-Ungheria il rispetto delle clausole dell'armistizio del 4 novembre incluse la restituzione dei prigionieri, il sequestro di materiale ferroviario e il ritorno di opere d'arte italiane.
Segre agirà con grande autonomia dal Comando Supremo cercando di tutelare quelli, che a suo modo di vedere, erano gli interessi italiani nell'area. Tra gli interventi più importanti vi è sicuramente la mediazione esercitata da Segre tra austriaci e jugoslavi durante il conflitto, nella primavera del 1919, per il controllo della regione austriaca della Carinzia.
Nel gennaio del 1920, anche a causa dell'ostilità del corrispondente socialista del giornale L'Avanti, a seguito di lettere anonime, viene coinvolto in un'inchiesta a carico della missione per illeciti amministrativi. Venne costretto a rientrare in Italia e fu arrestato. Le indagini condotte dallo stesso Stato Maggiore appureranno poi la sua totale estraneità alle accuse. Nel suo volume di memorie Segre imputerà la persecuzione nei suoi confronti a una vera e propria offensiva politica del Partito Socialista Italiano e del Presidente del Consiglio Francesco Saverio Nitti.
Appassionato di storia militare e di storia dell'Europa orientale lascerà diverse opere tra cui un resoconto autobiografico sulla missione di Vienna.